# UCI-Cyclocross-Saison 2011/12
Die Cyclocross-Saison 2011/2012 begann im September 2011 und dauerte bis zum Februar 2012 an. Die einzelnen Rennen waren in drei Kategorien eingestuft. Die höchste Kategorie CDM waren Rennen des Weltcups, für den es eine spezielle Punktewertung gab. Dahinter standen die Rennen in den Kategorien C1 und C2. Bei den Rennen wurden Punkte für die Weltrangliste vergeben. Wichtige Rennserien neben den UCI-Weltcuprennen waren die GvA Trofee und das Superprestige.

## Gesamtstand

### UCI Ranking
(Endstand: 19. Februar 2012)
| Platz | Fahrer              |                    | Punkte |
| ----- | ------------------- | ------------------ | ------ |
| 1.    | Kevin Pauwels       | Belgien            | 2333   |
| 2.    | Sven Nys            | Belgien            | 2180   |
| 3.    | Zdeněk Štybar       | Tschechien         | 1950   |
| 4.    | Niels Albert        | Belgien            | 1617   |
| 5.    | Tom Meeusen         | Belgien            | 1505   |
| 6.    | Klaas Vantornout    | Belgien            | 1393   |
| 7.    | Lars van der Haar   | Niederlande        | 1321   |
| 8.    | Francis Mourey      | Frankreich         | 1231   |
| 9.    | Bart Aernouts       | Belgien            | 1224   |
| 10.   | Rob Peeters         | Belgien            | 1002   |
| 11.   | Radomír Šimůnek     | Tschechien         | 961    |
| 12.   | Jeremy Powers       | Vereinigte Staaten | 943    |
| 13.   | Bart Wellens        | Belgien            | 829    |
| 14.   | Steve Chainel       | Frankreich         | 826    |
| 15.   | Ryan Trebon         | Vereinigte Staaten | 760    |
| 16.   | Enrico Franzoi      | Italien            | 678    |
| 17.   | Simon Zahner        | Schweiz            | 674    |
| 18.   | Thijs van Amerongen | Niederlande        | 626    |
| 19.   | Mariusz Gil         | Polen              | 626    |
| 20.   | Timothy Johnson     | Vereinigte Staaten | 602    |
|       | …                   |                    |        |
| 26.   | Christoph Pfingsten | Deutschland        | 538    |
| 109.  | Gusty Bausch        | Luxemburg          | 129    |
| 121.  | Daniel Geismayr     | Osterreich         | 105    |

| Platz | Nation                 | Punkte |
| ----- | ---------------------- | ------ |
| 1.    | Belgien                | 6130   |
| 2.    | Tschechien             | 3270   |
| 3.    | Frankreich             | 2610   |
| 4.    | Niederlande            | 2511   |
| 5.    | Vereinigte Staaten     | 2305   |
| 6.    | Schweiz                | 1776   |
| 7.    | Italien                | 1486   |
| 8.    | Deutschland            | 1408   |
| 9.    | Polen                  | 937    |
| 10.   | Spanien                | 888    |
| 11.   | Vereinigtes Königreich | 815    |
| 12.   | Kanada                 | 583    |
| 13.   | Japan                  | 422    |
| 14.   | Slowakei               | 419    |
| 15.   | Schweden               | 341    |
| 16.   | Dänemark               | 309    |
| 17.   | Luxemburg              | 244    |
| 18.   | Österreich             | 223    |
| 19.   | Serbien                | 200    |
| 20.   | Kroatien               | 200    |

| Platz | Nation (U23)           | Punkte |
| ----- | ---------------------- | ------ |
| 1.    | Niederlande            | 1982   |
| 2.    | Belgien                | 1006   |
| 3.    | Frankreich             | 696    |
| 4.    | Vereinigte Staaten     | 557    |
| 5.    | Italien                | 516    |
| 6.    | Tschechien             | 422    |
| 7.    | Schweiz                | 387    |
| 8.    | Polen                  | 330    |
| 9.    | Deutschland            | 276    |
| 10.   | Kanada                 | 272    |
| 11.   | Dänemark               | 259    |
| 12.   | Vereinigtes Königreich | 233    |
| 13.   | Spanien                | 214    |
| 14.   | Kroatien               | 155    |
| 15.   | Serbien                | 105    |
| 16.   | Österreich             | 80     |
| 17.   | Schweden               | 70     |
| 18.   | Luxemburg              | 55     |
| 19.   | Irland                 | 45     |
| 20.   | Finnland               | 35     |

### Weltcup-Wertung
(Endstand)
| Platz | Fahrer           |             | Punkte |
| ----- | ---------------- | ----------- | ------ |
| 1.    | Kevin Pauwels    | Belgien     | 590    |
| 2.    | Sven Nys         | Belgien     | 540    |
| 3.    | Zdeněk Štybar    | Tschechien  | 525    |
| 4.    | Klaas Vantornout | Belgien     | 450    |
| 5.    | Tom Meeusen      | Belgien     | 373    |
| 6.    | Francis Mourey   | Frankreich  | 363    |
| 7.    | Bart Aernouts    | Belgien     | 360    |
| 8.    | Steve Chainel    | Frankreich  | 319    |
| 9.    | Radomír Šimůnek  | Tschechien  | 306    |
| 10.   | Niels Albert     | Belgien     | 300    |
|       | …                |             |        |
| 13.   | Simon Zahner     | Schweiz     | 250    |
| 22.   | Marcel Meisen    | Deutschland | 182    |
| 88.   | Gusty Bausch     | Luxemburg   | 5      |

| Platz | Fahrer (U23)            |             | Punkte |
| ----- | ----------------------- | ----------- | ------ |
| 1.    | Lars van der Haar       | Niederlande | 220    |
| 2.    | Mike Teunissen          | Niederlande | 145    |
| 5.    | Julian Alaphilippe      | Frankreich  | 131    |
| 7.    | Arnaud Grand            | Schweiz     | 102    |
| 6.    | Elia Silvestri          | Italien     | 98     |
| 3.    | Stan Godrie             | Niederlande | 95     |
| 8.    | Michael Vanthourenhout  | Belgien     | 95     |
| 9.    | Wietse Bosmans          | Belgien     | 88     |
| 4.    | Gert-Jan Bosman         | Niederlande | 87     |
| 10.   | Michiel van der Heijden | Niederlande | 87     |
|       | …                       |             |        |
| 27.   | Yannick Mayer           | Deutschland | 25     |

## Kalender

### September
|     |                    | Rennen                                                        | Kat. |                        | Sieger            | Team                      |
| --- | ------------------ | ------------------------------------------------------------- | ---- | ---------------------- | ----------------- | ------------------------- |
| 10. | Vereinigte Staaten | Nittany Lion Cross, Breinigsville                             | C2   | Vereinigte Staaten     | Jeremy Powers     | Rapha-Focus               |
| 15. | Vereinigte Staaten | Cross after Dark – CrossVegas, Las Vegas                      | C1   | Niederlande            | Lars van der Haar | Rabobank-Giant            |
| 17. | Vereinigte Staaten | Cross after Dark – StarCrossed, Redmond                       | C2   | Belgien                | Bart Wellens      | Telenet-Fidea             |
| 17. | Vereinigte Staaten | Charm City Cross 1, Baltimore                                 | C2   | Vereinigtes Konigreich | Ian Field         | Hargroves Cycles          |
| 18. | Vereinigte Staaten | Charm City Cross 2, Baltimore                                 | C2   | Belgien                | Tom Van Den Bosch | AA Drink Cycling Team     |
| 18. | Vereinigte Staaten | Rad Racing Grand Prix, Issaquah                               | C2   | Belgien                | Bart Wellens      | Telenet-Fidea             |
| 18. | Vereinigte Staaten | Catamount Grand Prix, Williston                               | C2   | Frankreich             | Nicolas Bazin     | Big Mat-Auber 93          |
| 18. | Belgien            | Steenbergcross, Erpe-Mere                                     | C2   | Belgien                | Kevin Pauwels     | Sunweb-Revor              |
| 21. | Vereinigte Staaten | Cross after Dark – Gateway Cross Cup, St. Louis               | C2   | Vereinigte Staaten     | Jeremy Powers     | Rapha-Focus               |
| 24. | Vereinigte Staaten | USGP of Cyclocross Planet Bike Cup 1, Sun Prairie             | C1   | Vereinigte Staaten     | Ryan Trebon       | LTS/Felt                  |
| 24. | Tschechien         | TOI TOI Cup, Stříbro                                          | C2   | Tschechien             | Zdeněk Štybar     | Quickstep Cycling Team    |
| 24. | Vereinigte Staaten | The Nor Easter Cyclocross, Burlington                         | C2   | Vereinigtes Konigreich | Ian Field         | Hargroves Cycles          |
| 24. | Belgien            | Grote Prijs Neerpelt Wisseltrofee Eric Vanderaerden, Neerpelt | C2   | Belgien                | Sven Nys          | Landbouwkrediet           |
| 24. | Niederlande        | Openingsveldrit van Harderwijk, Harderwijk                    | C2   | Niederlande            | Lars van der Haar | Rabobank-Giant            |
| 25. | Vereinigte Staaten | USGP of Cyclocross Planet Bike Cup 2, Sun Prairie             | C2   | Belgien                | Bart Wellens      | Telenet-Fidea             |
| 25. | Vereinigte Staaten | Ellison Park Cyclocross, Rochester                            | C2   | Frankreich             | Nicolas Bazin     | Big Mat-Auber 93          |
| 25. | Schweiz            | Süpercross Baden, Baden                                       | C2   | Tschechien             | Zdeněk Štybar     | Quickstep Cycling Team    |
| 28. | Tschechien         | TOI TOI Cup, Mnichovo Hradiště                                | C2   | Tschechien             | Martin Zlámalík   | KDL Trans-Landbouwkrediet |

### Oktober
|     |                        | Rennen                                                        | Kat. |                    | Sieger              | Team                             |
| --- | ---------------------- | ------------------------------------------------------------- | ---- | ------------------ | ------------------- | -------------------------------- |
| 1.  | Vereinigte Staaten     | NEPCX – Grand Prix of Gloucester 1, Gloucester                | C1   | Schweiz            | Christian Heule     | Cannondale/Cyclocrossworld.com   |
| 1.  | Slowakei               | Cyclo-Cross International Podbrezová, Horná Mičiná            | C2   | Slowakei           | Róbert Gavenda      | KDL Trans-Landbouwkrediet        |
| 2.  | Belgien                | Vlaamse Industrieprijs Bosduin, Kalmthout                     | C1   | Belgien            | Niels Albert        | BKCP-Powerplus                   |
| 2.  | Belgien                | Vlaamse Industrieprijs Bosduin, Kalmthout (U23)               | CU   | Niederlande        | Lars van der Haar   | Rabobank-Giant                   |
| 2.  | Italien                | Trofeo Rigoni di Asiago, Asiago                               | C2   | Italien            | Cristian Cominelli  | TX Active Bianchi                |
| 2.  | Vereinigte Staaten     | NEPCX – Grand Prix of Gloucester 2, Gloucester                | C2   | Vereinigte Staaten | Jeremy Powers       | Rapha-Focus                      |
| 8.  | Vereinigte Staaten     | USGP of Cyclocross – New Belgium Cup 1, Fort Collins          | C1   | Vereinigte Staaten | Ryan Trebon         | LTS/Felt                         |
| 8.  | Vereinigte Staaten     | NEPCX – Providence Cyclocross 1, Providence                   | C1   | Vereinigte Staaten | Justin Lindine      | BikeReg.com/Joe's Garage         |
| 8.  | Tschechien             | TOI TOI Cup, Loštice                                          | C2   | Tschechien         | Petr Dlask          | Rubena Birell Specialized        |
| 9.  | Belgien                | Superprestige Ruddervoorde, Ruddervoorde                      | C1   | Belgien            | Niels Albert        | BKCP-Powerplus                   |
| 9.  | Belgien                | Superprestige Ruddervoorde, Ruddervoorde (U23)                | CU   | Belgien            | Wietse Bosmans      | BKCP-Powerplus                   |
| 9.  | Italien                | Memorial Jonathan Tabotta, Monte di Buja                      | C2   | Italien            | Enrico Franzoi      | Selle Italia Guerciotti          |
| 9.  | Vereinigtes Konigreich | National Trophy Series, South Shields                         | C2   | Niederlande        | Thijs Al            | AA Drink Cycling Team            |
| 9.  | Vereinigte Staaten     | USGP of Cyclocross – New Belgium Cup 2, Fort Collins          | C2   | Vereinigte Staaten | Jeremy Powers       | Rapha-Focus                      |
| 9.  | Vereinigte Staaten     | NEPCX – Providence Cyclocross 2, Providence                   | C2   | Vereinigte Staaten | Justin Lindine      | BikeReg.com/Joe's Garage         |
| 13. | Belgien                | Kermiscross, Ardooie                                          | C2   | Tschechien         | Zdeněk Štybar       | Quickstep Cycling Team           |
| 15. | Vereinigte Staaten     | Granogue Cross 1, Wilmington                                  | C2   | Vereinigte Staaten | Justin Lindine      | BikeReg.com/Joe's Garage         |
| 15. | Vereinigte Staaten     | Cross after Dark, Irvine                                      | C2   | Vereinigte Staaten | Ryan Trebon         | LTS/Felt                         |
| 15. | Spanien                | Cyclocross de Villarcayo, Villarcayo                          | C2   | Belgien            | Vincent Baestaens   | Landbouwkrediet                  |
| 16. | Vereinigte Staaten     | Granogue Cross 2, Wilmington                                  | C2   | Vereinigte Staaten | Justin Lindine      | BikeReg.com/Joe's Garage         |
| 16. | Vereinigte Staaten     | Spooky Cross, Irvine                                          | C2   | Vereinigte Staaten | Ryan Trebon         | LTS/Felt                         |
| 16. | Tschechien             | UCI-Weltcup, Plzeň                                            | CDM  | Belgien            | Sven Nys            | Landbouwkrediet                  |
| 22. | Spanien                | Cyclocross de Medina de Pomar, Medina de Pomar                | C2   | Belgien            | Diether Sweeck      | KDL Trans-Landbouwkrediet        |
| 23. | Schweiz                | Internationales Radquer Uster, Uster                          | C2   | Schweiz            | Lukas Flückiger     | Team Trek World Cup              |
| 23. | Luxemburg              | Grand Prix de la Commune de Contern, Contern                  | C2   | Belgien            | Joeri Adams         | Telenet-Fidea                    |
| 23. | Vereinigte Staaten     | Downeast Cyclocross, New Gloucester                           | C2   | Vereinigte Staaten | Justin Lindine      | BikeReg.com/Joe's Garage         |
| 23. | Tschechien             | UCI-Weltcup, Tábor                                            | CDM  | Belgien            | Kevin Pauwels       | Sunweb-Revor                     |
| 23. | Tschechien             | UCI-Weltcup, Tábor (U23)                                      | CDM  | Niederlande        | Lars van der Haar   | Niederlande                      |
| 25. | Niederlande            | Nacht van Woerden, Woerden                                    | C2   | Belgien            | Bart Aernouts       | Rabobank-Giant                   |
| 28. | Tschechien             | TOI TOI Cup, Hlinsko                                          | C2   | Deutschland        | Christoph Pfingsten | Cyclingteam de Rijke             |
| 29. | Vereinigte Staaten     | Beacon Cross, Bridgeton                                       | C2   | Kanada             | Craig Richey        | Renner Custom CX Team-Raleigh    |
| 29. | Vereinigte Staaten     | Colorado Cross Classic, Boulder                               | C2   | Vereinigte Staaten | Ryan Trebon         | LTS/Felt                         |
| 30. | Belgien                | Superprestige Zonhoven, Zonhoven                              | C1   | Belgien            | Niels Albert        | BKCP-Powerplus                   |
| 30. | Belgien                | Superprestige Zonhoven, Zonhoven (U23)                        | CU   | Belgien            | Wietse Bosmans      | BKCP-Powerplus                   |
| 30. | Vereinigte Staaten     | Boulder Cup, Boulder                                          | C1   | Belgien            | Ben Berden          | Ops Ale-Stoemper                 |
| 30. | Schweiz                | Internationales Radquer Steinmaur, Steinmaur                  | C2   | Schweiz            | Marcel Wildhaber    | Scott-Swisspower MTB Racing Team |
| 30. | Italien                | Valdidentro Night & Day Giro d’Italia Ciclocross, Valdidentro | C2   | Italien            | Enrico Franzoi      | Selle Italia-Guerciotti          |
| 30. | Frankreich             | Challenge la France de Cyclocross, Lignières-en-Berry         | C2   | Frankreich         | Francis Mourey      | FDJ                              |
| 30. | Frankreich             | Challenge la France de Cyclocross, Lignières-en-Berry (U23)   | CU   | Frankreich         | Bastien Duculty     | CR Rhone Alpes                   |
| 30. | Vereinigtes Konigreich | National Trophy Series, Leicester                             | C2   | Belgien            | Jelle Brackman      | MTB Dreamteam                    |
| 30. | Vereinigte Staaten     | HPCX, Jamesburg                                               | C2   | Schweiz            | Lukas Winterberg    | Philadelphia Cyclocross School   |
| 30. | Spanien                | Cyclocross de Karrantza, Karrantza                            | C2   | Spanien            | Egoitz Murgoitio    | Grupo Hirumet Taldea             |

### November
|     |                        | Rennen                                                       | Kat. |                    | Sieger              | Team                                |
| --- | ---------------------- | ------------------------------------------------------------ | ---- | ------------------ | ------------------- | ----------------------------------- |
| 1.  | Belgien                | GvA Trofee – Koppenbergcross, Oudenaarde                     | C1   | Belgien            | Kevin Pauwels       | Sunweb-Revor                        |
| 1.  | Belgien                | GvA Trofee – Koppenbergcross, Oudenaarde (U23)               | CU   | Niederlande        | Lars van der Haar   | Rabobank-Giant                      |
| 1.  | Spanien                | Trofeo Ayuntamiento de Muskiz, Muskiz                        | C2   | Spanien            | Egoitz Murgoitio    | Grupo Hirumet Taldea                |
| 1.  | Spanien                | Trofeo Ayuntamiento de Muskiz, Muskiz (U23)                  | CU   | Spanien            | Pablo Rodríguez     | Academia Postal-Actyon-Maceda       |
| 1.  | Frankreich             | Cyclocross International de Marle, Marle                     | C2   | Frankreich         | Francis Mourey      | FDJ                                 |
| 4.  | Vereinigte Staaten     | Darkhorse Cyclo-Stampede, Covington                          | C2   | Vereinigte Staaten | Jeremy Powers       | Rapha-Focus                         |
| 5.  | Belgien                | Grand Prix de la Région Wallonne, Dottignies                 | C2   | Belgien            | Niels Albert        | BKCP-Powerplus                      |
| 5.  | Vereinigte Staaten     | Lionhearts International, Middletown                         | C2   | Vereinigte Staaten | Ryan Trebon         | LTS/Felt                            |
| 5.  | Vereinigte Staaten     | The Cycle-Smart International 1, Northampton                 | C2   | Vereinigte Staaten | Luke Keough         | Champion System-Keough Cyclocross   |
| 6.  | Vereinigte Staaten     | Harbin Park International, Cincinnati                        | C1   | Vereinigte Staaten | Jeremy Powers       | Rapha-Focus                         |
| 6.  | Belgien                | GvA Trofee – Ronse, Ronse-Kluisbergen                        | C2   | Belgien            | Kevin Pauwels       | Sunweb-Revor                        |
| 6.  | Vereinigte Staaten     | The Cycle-Smart International 2, Northampton                 | C2   | Vereinigte Staaten | Luke Keough         | Champion System-Keough Cyclocross   |
| 6.  | Osterreich             | Int. Radquerfeldein Lambach/Stadl-Paura, Lambach/Stadl-Paura | C2   | Tschechien         | Ondřej Bambula      | Cyklo Team Budvar Tábor             |
| 6.  | Schweiz                | Internationales Radquer Hittnau, Hittnau                     | C2   | Schweiz            | Marcel Wildhaber    | Scott-Swisspower MTB Racing Team    |
| 6.  | Italien                | U23-Europameisterschaften, Lucca                             | CC   | Niederlande        | Lars van der Haar   | Niederlande                         |
| 11. | Frankreich             | Cyclocross Nommay Pays de Montbéliard, Nommay                | C1   | Frankreich         | Francis Mourey      | FDJ                                 |
| 11. | Belgien                | Jaarmarktcross Niel, Niel                                    | C2   | Belgien            | Sven Nys            | Landbouwkrediet                     |
| 12. | Vereinigte Staaten     | USGP of Cyclocross – Derby City Cup 1, Louisville            | C1   | Vereinigte Staaten | Jeremy Powers       | Rapha-Focus                         |
| 12. | Tschechien             | TOI TOI Cup, Louny                                           | C2   | Deutschland        | Christoph Pfingsten | Cyclingteam de Rijke                |
| 13. | Belgien                | Superprestige Hamme-Zogge, Hamme-Zogge                       | C1   | Tschechien         | Zdeněk Štybar       | Quickstep Cycling Team              |
| 13. | Belgien                | Superprestige Hamme-Zogge, Hamme-Zogge (U23)                 | CU   | Niederlande        | Mike Teunissen      | Rabobank-Giant                      |
| 13. | Vereinigtes Konigreich | National Trophy Series, Southampton                          | C2   | Belgien            | Floris De Tier      | Baboco                              |
| 13. | Schweiz                | Internationales Radquer Frenkendorf, Frenkendorf             | C2   | Frankreich         | Francis Mourey      | FDJ                                 |
| 13. | Vereinigte Staaten     | USGP of Cyclocross – Derby City Cup 2, Louisville            | C2   | Vereinigte Staaten | Jeremy Powers       | Rapha-Focus                         |
| 17. | Tschechien             | TOI TOI Cup, Holé Vrchy                                      | C2   | Deutschland        | Christoph Pfingsten | Cyclingteam de Rijke                |
| 19. | Belgien                | Gva Trofee – Grote Prijs van Hasselt, Hasselt                | C2   | Belgien            | Kevin Pauwels       | Sunweb-Revor                        |
| 19. | Belgien                | Gva Trofee – Grote Prijs van Hasselt, Hasselt (U23)          | CU   | Niederlande        | Lars van der Haar   | Rabobank-Giant                      |
| 19. | Vereinigte Staaten     | North Carolina Grand Prix – Race 1, Hendersonville           | C2   | Belgien            | Ben Berden          | Ops Ale-Stoemper                    |
| 20. | Belgien                | Superprestige Gavere, Gavere                                 | C1   | Belgien            | Kevin Pauwels       | Sunweb-Revor                        |
| 20. | Belgien                | Superprestige Gavere, Gavere (U23)                           | CU   | Niederlande        | Lars van der Haar   | Rabobank-Giant                      |
| 20. | Vereinigte Staaten     | North Carolina Grand Prix – Race 2, Hendersonville           | C2   | Belgien            | Ben Berden          | Ops Ale-Stoemper                    |
| 20. | Japan                  | Kansai Cyclocross Yasu Round, Yasu                           | C2   | Japan              | Keiichi Tsujiura    |                                     |
| 20. | Frankreich             | Challenge la France de Cyclocross, Rodez                     | C2   | Frankreich         | Francis Mourey      | FDJ                                 |
| 20. | Frankreich             | Challenge la France de Cyclocross, Rodez (U23)               | CU   | Frankreich         | Julian Alaphilippe  | Équipe Cycliste de l'Armée de Terre |
| 25. | Vereinigte Staaten     | Jingle Cross Rock – Rock 1, Iowa City                        | C2   | Vereinigte Staaten | James Driscoll      | Cannondale/Cyclocrossworld.com      |
| 26. | Vereinigte Staaten     | Jingle Cross Rock – Rock 2, Iowa City                        | C2   | Vereinigte Staaten | Todd Wells          | Specialized                         |
| 26. | Belgien                | UCI-Weltcup, Koksijde                                        | CDM  | Belgien            | Sven Nys            | Landbouwkrediet                     |
| 26. | Belgien                | UCI-Weltcup, Koksijde (U23)                                  | CDM  | Niederlande        | Gert-Jan Bosman     | Niederlande                         |
| 27. | Niederlande            | Superprestige Gieten, Gieten                                 | C1   | Belgien            | Sven Nys            | Landbouwkrediet                     |
| 27. | Niederlande            | Superprestige Gieten, Gieten (U23)                           | CU   | Niederlande        | Lars van der Haar   | Rabobank-Giant                      |
| 27. | Vereinigte Staaten     | Jingle Cross Rock – Rock 3, Iowa City                        | C1   | Vereinigte Staaten | Tim Johnson         | Cannondale/Cyclocrossworld.com      |
| 27. | Japan                  | Kansai Cyclocross Nobeyama Kogen Round, Nagano               | C2   | Japan              | Yu Takenouchi       | Team EURASIA Museum Bike            |
| 27. | Vereinigtes Konigreich | National Trophy Series, Derby                                | C2   | Belgien            | Jelle Brackman      | Van Der Vurst Cycling Team          |
| 27. | Vereinigte Staaten     | Baystate Cyclocross, Sterling                                | C2   | Vereinigte Staaten | Dylan McNicholas    | Cannondale/Cyclocrossworld.com      |

### Dezember
|     |                        | Rennen                                                   | Kat. |                        | Sieger                | Team                               |
| --- | ---------------------- | -------------------------------------------------------- | ---- | ---------------------- | --------------------- | ---------------------------------- |
| 3.  | Vereinigte Staaten     | NBX Grand Prix 1, Warwick                                | C2   | Vereinigte Staaten     | Luke Keough           | Champion System-Keough Cyclocross  |
| 3.  | Vereinigte Staaten     | Cyclocross LA 1, Los Angeles                             | C2   | Vereinigte Staaten     | Tim Johnson           | Cannondale/Cyclocrossworld.com     |
| 4.  | Luxemburg              | Grand Prix Julien Cajot, Leudelingen                     | C2   | Tschechien             | Petr Dlask            | Rubena Birell Specialized          |
| 4.  | Deutschland            | Frankfurter Rad-Cross, Frankfurt am Main                 | C2   | Deutschland            | Christoph Pfingsten   | Cyclingteam de Rijke               |
| 4.  | Polen                  | Bryksy Cross, Gościęcin                                  | C2   | Polen                  | Marek Konwa           | Aktio Group Mostostal Puławy       |
| 4.  | Vereinigte Staaten     | Cyclocross LA 2, Los Angeles                             | C2   | Belgien                | Ben Berden            | Ops Ale-Stoemper                   |
| 4.  | Vereinigte Staaten     | NBX Grand Prix 2, Warwick                                | C2   | Schweiz                | Christian Heule       | Cannondale/Cyclocrossworld.com     |
| 4.  | Spanien                | UCI-Weltcup, Igorre                                      | CDM  | Belgien                | Kevin Pauwels         | Sunweb-Revor                       |
| 6.  | Spanien                | Asteasuko Ziklo-Krossa, Asteasu                          | C2   | Spanien                | Egoitz Murgoitio      | Grupo Hirumet Taldea               |
| 8.  | Italien                | Ciclocross del Ponte                                     | C2   | Italien                | Enrico Franzoi        | Selle Italia Guerciotti            |
| 10. | Belgien                | Scheldecross, Antwerpen                                  | C1   | Belgien                | Sven Nys              | Landbouwkrediet                    |
| 10. | Vereinigte Staaten     | USGP of Cyclocross – Deschutes Brewery Cup 1, Bend       | C1   | Vereinigte Staaten     | Jeremy Powers         | Rapha-Focus                        |
| 10. | Tschechien             | TOI TOI Cup, Kolín                                       | C2   | Tschechien             | David Kášek           | Cyklo Team Budvar Tábor            |
| 10. | Vereinigte Staaten     | Kingsport Cyclocross Cup, Kingsport                      | C2   | Vereinigte Staaten     | Travis Livermon       | SmartStop-Mock Orange Bikes-Ridley |
| 11. | Belgien                | Vlaamse Druivenveldrit, Overijse                         | C1   | Belgien                | Sven Nys              | Landbouwkrediet                    |
| 11. | Vereinigtes Konigreich | National Trophy Series, Bradford                         | C2   | Vereinigtes Konigreich | Paul Oldham           | Hope Racing Team                   |
| 11. | Vereinigte Staaten     | USGP of Cyclocross – Deschutes Brewery Cup 2, Bend       | C2   | Vereinigte Staaten     | Jeremy Powers         | Rapha-Focus                        |
| 11. | Frankreich             | Challenge la France de Cyclocross, Besançon              | C2   | Frankreich             | Francis Mourey        | FDJ                                |
| 11. | Frankreich             | Challenge la France de Cyclocross, Besançon (U23)        | CU   | Frankreich             | Kévin Bouvard         | CR Rhône-Alpes                     |
| 17. | Belgien                | GvA Trofee – Grote Prijs Rouwmoer, Essen                 | C1   | Belgien                | Bart Wellens          | Telenet-Fidea                      |
| 17. | Belgien                | GvA Trofee – Grote Prijs Rouwmoer, Essen (U23)           | CU   | Niederlande            | Tijmen Eising         | Sunweb-Revor                       |
| 18. | Spanien                | Cyclocross International Ciudad de Valencia, Valencia    | C2   | Spanien                | José Antonio Hermida  | Multivan Merida Biking Team        |
| 18. | Belgien                | UCI-Weltcup, Namur                                       | CDM  | Belgien                | Sven Nys              | Landbouwkrediet                    |
| 18. | Belgien                | Cyclocross de Namur Citadelle, Namur (U23)               | CU   | Frankreich             | Arnaud Jouffroy       | Telenet-Fidea                      |
| 20. | Niederlande            | Internationale Centrumcross van Surhuisterveen           | C2   | Niederlande            | Gerben de Knegt       | Rabobank-Giant                     |
| 23. | Belgien                | Superprestige Diegem, Diegem                             | C1   | Belgien                | Niels Albert          | BKCP-Powerplus                     |
| 23. | Belgien                | Superprestige Diegem, Diegem (U23)                       | CU   | Niederlande            | Lars van der Haar     | Rabobank-Giant                     |
| 26. | Schweiz                | Internationales Radquer Dagmersellen, Dagmersellen       | C2   | Frankreich             | Francis Mourey        | FDJ                                |
| 26. | Luxemburg              | Grand Prix DAF Grand Garage Engel, Differdange           | C2   | Belgien                | Dave De Cleyn         | AVB Cycling Team                   |
| 26. | Belgien                | UCI-Weltcup, Heusden-Zolder                              | CDM  | Belgien                | Kevin Pauwels         | Sunweb-Revor                       |
| 26. | Belgien                | Cyclocross Zolder, Heusden-Zolder (U23)                  | CDM  | Belgien                | Wietse Bosmans        | BKCP-Powerplus                     |
| 28. | Belgien                | GvA Trofee – Azencross, Wuustwezel                       | C1   | Belgien                | Niels Albert          | BKCP-Powerplus                     |
| 28. | Belgien                | GvA Trofee – Azencross, Wuustwezel (U23)                 | CU   | Belgien                | Wietse Bosmans        | BKCP-Powerplus                     |
| 29. | Belgien                | Versluys Cyclocross, Bredene                             | C2   | Belgien                | Jan Denuwelaere       | Style & Concept Team               |
| 30. | Belgien                | Cyclocross Leuven, Leuven                                | C1   | Belgien                | Sven Nys              | Landbouwkrediet                    |
| 30. | Italien                | Memorial Romano Scotti – Ippodromo delle Capannelle, Rom | C2   | Italien                | Marco Aurelio Fontana | Cannondale Factory Racing          |
| 31. | Vereinigte Staaten     | Chicago Cross Cup New Year's Resolution 1, Bloomingdale  | C2   | Vereinigte Staaten     | Ryan Trebon           | LTS/Felt                           |

### Januar
|     |                        | Rennen                                                   | Kat. |                        | Sieger            | Team                           |
| --- | ---------------------- | -------------------------------------------------------- | ---- | ---------------------- | ----------------- | ------------------------------ |
| 1.  | Belgien                | GvA Trofee – Grote Prijs Sven Nys                        | C1   | Belgien                | Sven Nys          | Landbouwkrediet                |
| 1.  | Belgien                | GvA Trofee – Grote Prijs Sven Nys (U23)                  | CU   | Niederlande            | Lars van der Haar | Rabobank-Giant                 |
| 1.  | Vereinigte Staaten     | Chicago Cross Cup New Year's Resolution 2, Bloomingdale  | C2   | Vereinigte Staaten     | Ryan Trebon       | LTS/Felt                       |
| 1.  | Luxemburg              | Grand Prix Hotel Threeland, Pétange                      | C2   | Frankreich             | John Gadret       | Ag2r La Mondiale               |
| 2.  | Schweiz                | Radquer Bussnang, Bussnang                               | C2   | Schweiz                | Christian Heule   | Cannondale/Cyclocrossworld.com |
| 9.  | Belgien                | Cyclocross Otegem                                        | C2   | Belgien                | Kevin Pauwels     | Sunweb-Revor                   |
| 14. | Italien                | Gran Premio Mamma e Papa Guerciotti, Segrate             | C2   | Italien                | Elia Silvestri    | Selle Italia Guerciotti        |
| 15. | Vereinigtes Konigreich | National Trophy Series 6, Shrewsbury                     | C2   | Vereinigtes Konigreich | Liam Killeen      | Giant Factory Off Road Team    |
| 15. | Frankreich             | UCI-Weltcup, Liévin                                      | CDM  | Tschechien             | Zdeněk Štybar     | Omega Pharma-Quickstep         |
| 15. | Frankreich             | UCI-Weltcup, Liévin (U23)                                | CDM  | Niederlande            | Lars van der Haar | Niederlande                    |
| 21. | Belgien                | Kasteelcross Zonnebeke, Zonnebeke                        | C2   | Belgien                | Rob Peeters       | Telenet-Fidea                  |
| 21. | Niederlande            | Internationale Cyclocross Rucphen, Rucphen               | C2   | Belgien                | Bart Aernouts     | Rabobank-Giant                 |
| 22. | Frankreich             | Cyclocross International du Mingant Lanarvily, Lanarvily | C2   | Frankreich             | Arnold Jeannesson | FDJ-Big Mat                    |
| 22. | Spanien                | Ispasterko Udala Sari Nagusia                            | C2   | Spanien                | Egoitz Murgoitio  | Grupo Hirumet Taldea           |
| 22. | Niederlande            | UCI-Weltcup, Hoogerheide                                 | CDM  | Belgien                | Kevin Pauwels     | Sunweb-Revor                   |
| 22. | Niederlande            | UCI-Weltcup, Hoogerheide (U23)                           | CDM  | Niederlande            | Lars van der Haar | Niederlande                    |
| 28. | Belgien                | Cyclocross-Weltmeisterschaften, Koksijde (U23)           | CM   | Niederlande            | Lars van der Haar | Niederlande                    |
| 29. | Belgien                | Cyclocross-Weltmeisterschaften, Koksijde                 | CM   | Belgien                | Niels Albert      | Belgien                        |

### Februar
|     |             | Rennen                                                       | Kat. |             | Sieger              | Team                      |
| --- | ----------- | ------------------------------------------------------------ | ---- | ----------- | ------------------- | ------------------------- |
| 1.  | Belgien     | Parkcross Maldegem, Maldegem                                 | C2   | Belgien     | Sven Vanthourenhout | Landbouwkrediet-Euphony   |
| 4.  | Belgien     | GvA Trofee – Krawatencross, Lille                            | C1   | Belgien     | Tom Meeusen         | Telenet-Fidea             |
| 5.  | Belgien     | Superprestige Hoogstraten, Hoogstraten                       | C1   | Belgien     | Tom Meeusen         | Telenet-Fidea             |
| 5.  | Belgien     | Superprestige Hoogstraten, Hoogstraten (U23)                 | CU   | Belgien     | Laurens Sweeck      | KDL Trans-Landbouwkrediet |
| 11. | Belgien     | Superprestige Middelkerke, Middelkerke                       | C1   | Tschechien  | Zdeněk Štybar       | Omega Pharma-Quick Step   |
| 11. | Belgien     | Superprestige Middelkerke, Middelkerke (U23)                 | CU   | Niederlande | Stan Godrie         | Rabobank-Giant            |
| 12. | Niederlande | Internationale Cyclocross Heerlen Grote Prijs Heuts, Heerlen | C1   | Belgien     | Kevin Pauwels       | Sunweb-Revor              |
| 12. | Belgien     | Grote Prijs Stad Eeklo, Eeklo                                | C2   | Belgien     | Sven Nys            | Landbouwkrediet-Euphony   |
| 18. | Niederlande | Cauberg Cyclocross, Valkenburg aan de Geul                   | C1   | Belgien     | Sven Nys            | Landbouwkrediet-Euphony   |
| 18. | Niederlande | Cauberg Cyclocross, Valkenburg aan de Geul (U23)             | CU   | Niederlande | Lars van der Haar   | Rabobank-Giant            |
| 19. | Belgien     | GvA Trofee – Internationale Sluitingsprijs                   | C1   | Belgien     | Niels Albert        | BKCP-Powerplus            |
| 19. | Belgien     | GvA Trofee – Internationale Sluitingsprijs (U23)             | CU   | Belgien     | Wietse Bosmans      | BKCP-Powerplus            |

## Nationale Meister (CN)
| Nation                                | Männer                                          | Frauen                                         | Männer (U23)                                  | Männer (Junioren)                               |
| ------------------------------------- | ----------------------------------------------- | ---------------------------------------------- | --------------------------------------------- | ----------------------------------------------- |
| Belgien 7.–8. Januar 2012             | Sven Nys Landbouwkrediet-Euphony                | Sanne Cant Team Ciclismo Mundial               | Wietse Bosmans BKCP-Powerplus                 | Daan Soete VZW Young Telenet Fidea Cycling Team |
| Dänemark 8. Januar 2012               | Kenneth Hansen                                  | Nikoline Hansen                                | Kenneth Hansen                                | Simon Hamman-Larsen                             |
| Deutschland 7.–8. Januar 2012         | Christoph Pfingsten Cyclingteam de Rijke        | Hanka Kupfernagel RusVelo                      | Michael Schweizer Harvestehuder RSV v. 1909   | Silvio Herklotz Harvestehuder RSV v. 1909       |
| Finnland 2. Oktober 2011              | Sami Tiainen TWD-Länken                         | Maija Rossi                                    | Samuel Halme                                  | Artturi Pensasmaa P-P                           |
| Frankreich 7.–8. Januar 2012          | Aurélien Duval CR Champagne Ardenne             | Lucie Chainel-Lefèvre CR Franche-Comté         | Julian Alaphilippe Île de France              | Quentin Jauregui CR Nord Pas de Calais          |
| Irland 7. Januar 2012                 | Robin Seymour                                   |                                                | Matthew Adair                                 |                                                 |
| Italien 8. Januar 2012                | Marco Aurelio Fontana Cannondale Factory Racing | Eva Lechner Colnago Farbe Südtirol             | Elia Silvestri Selle Italia Guerciotti Elite  | Gioele Bertolini Selle Italia Guerciotti Elite  |
| Japan 11. Dezember 2011               | Yu Takenouchi Team Eurasia-Fondriest Bikes      | Ayoko Toyooka Panasonic Ladies                 | Keisuke Kimura                                | Toki Sawada                                     |
| Kanada 5. November 2011               | Chris Sheppard Rocky Mountain Bicycles/Shimano  | Emily Batty                                    | Evan McNeely Emd Serono/Specialized           | Yohan Patry                                     |
| Kroatien 8. Januar 2012               | Jasmin Becirović Meridiana Kamen Team           | Mia Radotić                                    | Jasmin Becirović Meridiana Kamen Team         |                                                 |
| Luxemburg 7.–8. Januar 2012           | Gusty Bausch                                    | Christine Majerus                              | Pit Schlechter Leopard-Trek Continental Team  | Sven Fritsch                                    |
| Niederlande 8. Januar 2012            | Lars Boom Rabobank Cycling Team                 | Marianne Vos Stichting Rabo Women Cycling Team | Lars van der Haar Rabobank-Giant              | Mathieu van der Poel Boxx VeldritAcademie       |
| Österreich 8. Januar 2012             | Daniel Geismayr UNION RV Dornbirn 1886          | Jacqueline Hahn A-ASKÖ UNIQA Kuota Graz        | Alexander Gehbauer RC ARBÖ ASKÖ Klagenfurt    | Florian Gruber Muskel-kater.at                  |
| Polen 8. Januar 2012                  | Mariusz Gil Baboco Cycling Team                 | Olga Wasiuk                                    | Marek Konwa Aktio Group Mostostal Puławy      |                                                 |
| Schweden 13. November 2011            | Magnus Darvell                                  | Asa Maria Erlandsson                           | Jesper Dahlström                              |                                                 |
| Schweiz 8. Januar 2012                | Julien Taramarcaz Montreux Rennaz Cyclisme      | Jasmin Achermann FOCUS Bikes                   | Fabian Lienhard VC Steinmaur-Price            | Dominic Grab Team Grab-Cred0 / VC Maur          |
| Serbien 29. Januar 2012               | Bojan Đurđić                                    | Jovana Crnogorac                               | Aleksa Marić                                  | Miloš Borisavljević                             |
| Slowakei 11. Dezember 2011            | Róbert Gavenda KDL Trans-Landbouwkrediet        | Janka Števková                                 | Jaroslav Chalas Dukla Trenčín Merida          | Ondrej Glajza                                   |
| Spanien 7.–8. Januar 2012             | Isaac Suárez Bio-Racer BH                       | Rocío Martín Semar                             | Marcos Altur Sel. Com. Valenciana             | Kevin Suárez Sel. Cantabria                     |
| Tschechien 8. Januar 2012             | Zdeněk Štybar Omega Pharma-Quick Step           | Martina Mikulaskova                            | Karel Hník Sunweb-Revor                       | Karel Pokorný                                   |
| Ungarn                                |                                                 | Eszter Dósa                                    |                                               |                                                 |
| Vereinigte Staaten 7.–8. Januar 2012  | Jeremy Powers Team Rapha-Focus                  | Katie Compton Rabobank-Giant                   | Zach McDonald Team Rapha-Focus                | Logan Owen Team Redline                         |
| Vereinigtes Königreich 8. Januar 2012 | Ian Field Hargroves Cycles/Trant/Next/Spec      | Helen Wyman Kona/FSA Factory Team              | Steven James Hargroves Cycles/Trant/Next/Spec | Hugo Robinson X RT/Elmy Cycles                  |

## Meiste Siege
|    | Name                | Siege | Team                           | CDM/CM | C1 | C2/CN | CDM/CM/CC(U23) | CU/CN (U23) |
| -- | ------------------- | ----- | ------------------------------ | ------ | -- | ----- | -------------- | ----------- |
| 1  | Lars van der Haar   | 16    | Rabobank-Giant                 | -      | 1  | 1     | 5              | 9           |
| 2  | Sven Nys            | 13    | Landbouwkrediet                | 3      | 6  | 4     | -              | -           |
| 3  | Kevin Pauwels       | 11    | Sunweb-Revor                   | 4      | 3  | 4     | -              | -           |
| 4  | Jeremy Powers       | 11    | Rapha-Focus                    | -      | 3  | 8     | -              | -           |
| 5  | Niels Albert        | 8     | BKCP-Powerplus                 | 1      | 6  | 1     | -              | -           |
| 6  | Ryan Trebon         | 8     | LTS/Felt                       | -      | 2  | 6     | -              | -           |
| 7  | Zdeněk Štybar       | 7     | Omega Pharma-Quickstep         | 1      | 2  | 4     | -              | -           |
| 8  | Francis Mourey      | 7     | FDJ-Big Mat                    | -      | 1  | 6     | -              | -           |
| 9  | Wietse Bosmans      | 6     | BKCP-Powerplus                 | -      | -  | -     | -              | 6           |
| 10 | Justin Lindine      | 5     | BikeReg.com/Joe's Garage       | -      | 1  | 4     | -              | -           |
| 11 | Christoph Pfingsten | 5     | Cyclingteam de Rijke           | -      | -  | 5     | -              | -           |
| 15 | Christian Heule     | 3     | Cannondale/Cyclocrossworld.com | -      | 1  | 2     | -              | -           |
| 32 | Gusty Bausch        | 1     |                                | -      | -  | 1     | -              | -           |
|    | Daniel Geismayr     | 1     | UNION RV Dornbirn 1886         | -      | -  | 1     | -              | -           |

### Nationen
|   | Name                   | Siege | CDM/CM | C1 | C2 | CDM/CM/CC (U23) | CU (U23) |
| - | ---------------------- | ----- | ------ | -- | -- | --------------- | -------- |
| 1 | Belgien                | 60    | 8      | 19 | 27 | -               | 6        |
| 2 | Vereinigte Staaten     | 32    | -      | 7  | 25 | -               | -        |
| 3 | Niederlande            | 21    | -      | 1  | 3  | 6               | 11       |
| 4 | Frankreich             | 15    | -      | 1  | 10 | -               | 4        |
| 5 | Tschechien             | 12    | 1      | 2  | 9  | -               | -        |
| 6 | Schweiz                | 7     | -      | 1  | 6  | -               | -        |
| 7 | Italien                | 6     | -      | -  | 6  | -               | -        |
| 8 | Spanien                | 6     | -      | -  | 5  | -               | 1        |
| 9 | Deutschland            | 4     | -      | -  | 4  | -               | -        |
|   | Vereinigtes Königreich | 4     | -      | -  | 4  | -               | -        |

### Teams
|    | Team                           | Siege | CDM/CM | C1 | C2/NC | CDM/CM/CC (U23) | CU/NC (U23) |
| -- | ------------------------------ | ----- | ------ | -- | ----- | --------------- | ----------- |
| 1  | Rabobank-Giant                 | 16    | -      | 1  | 4     | -               | 11          |
| 2  | Landbouwkrediet                | 15    | 3      | 6  | 6     | -               | -           |
| 3  | Sunweb-Revor                   | 13    | 4      | 3  | 4     | -               | 2           |
| 4  | BKCP-Powerplus                 | 13    | -      | 6  | 1     | -               | 6           |
| 5  | Team Rapha-Focus               | 12    | -      | 3  | 8     | -               | 1           |
| 6  | Telenet-Fidea                  | 9     | -      | 3  | 5     | -               | 1           |
| 7  | LTS/Felt                       | 8     | -      | 2  | 6     | -               | -           |
| 8  | FDJ-Big Mat                    | 8     | -      | 1  | 7     | -               | -           |
| 9  | Omega Pharma-Quickstep         | 7     | 1      | 2  | 4     | -               | -           |
| 10 | Cannondale/Cyclocrossworld.com | 7     | -      | 2  | 5     | -               | -           |